# Bafoussam
Bafoussam je město v Kamerunu. Je hlavním městem západního regionu a leží v horách Bambouto. Žije zde přibližně 480 tisíc obyvatel.
Město je regionálním centrem obchodu. Pěstuje se zde káva, která se ve městě i zpracovává, tabák a čaj. Ve městě je pivovar.
Bafoussam je centrem etnické skupiny Bamiléké a sídlí zde i jejích náčelník.